# Николајевска област
Николајевска област (укр. Миколаївська область, рус. Николаевская область), позната и као Николајевшчина (укр. Миколаївщина), област је на југу Украјине. Административни центар области је град Николајев.

## Географија
Николајевска област се налази на југу Украјине. Њена површина од 24,598 km² чини 4,07% укупне површине Украјине. На западу и југозападу, област се граничи са Одеском облашћу, на северу са Кировоградском облашћу и на југоистоку са Херсонском облашћу. На југу је оивичена Црним морем. На обали се налази низ лука и Николајевски међународни аеродром.

## Демографија
Године 2005. у овој области је живело око 1,2 милиона становника. Већи део становништва (66%) живи у градским, док остатак становништва живи у сеоским срединама. Такође, 60% посто становништва које живи у градским срединама, живи у граду Николајеву, који је индустријски, културни и административни центар Миколајивске области.
Густина насељености у овој области је 48/km² и једна је од најнижих у целој Украјини. Област је осамнаеста по броју становника у Украјини и њен број чини 2,6% од укупног становништва Украјине.
| Националност | 1989. | 2001. | Матерњи језик    | 1989. | 2001. |
| Украјинци    | 75,6% | 81,9% | Украјински језик | 64,2% | 69,2% |
| Руси         | 19,4% | 14,1% | Руски језик      | 33,8% | 29,3% |
| Молдавци     | 1,3%  | 1,0%  | остали језици    | 2,0%  | 1,5%  |
| Белоруси     | 1,1%  | 0,7%  |                  |       |       |
| Бугари       | 0,5%  | 0,4%  |                  |       |       |
| Јермени      | 0,1%  | 0,3%  |                  |       |       |
| Јевреји      | 0,9%  | 0,3%  |                  |       |       |